# Rolando Cubela
Rolando Cubela Secades (Cienfuegos, Cuba, 19 de enero de 1932-Miami, 23 de agosto de 2022) fue un dirigente estudiantil reformista, médico, revolucionario y militar cubano que participó en la Revolución cubana como dirigente del Directorio Revolucionario.

## Biografía
Se inició como dirigente estudiantil en la Federación Estudiantil Universitaria (FEU). Luego del golpe de Estado en Cuba de 1952 que impuso la dictadura de Fulgencio Batista, se adhirió al Directorio Revolucionario 13 de marzo fundado por José Antonio Echeverría.
El 27 de octubre de 1956 formó parte del grupo armado del Directorio Revolucionario que ajustició a Antonio Blanco Rico, jefe del Servicio de Inteligencia Militar (SIM) de Batista. 
En 1958 dirigió junto con Faure Chomón el grupo guerrillero que el Directorio Revolucionario estableció en Escambray y coordinó sus acciones con las columnas guerrilleras del Movimiento 26 de Julio que arribaron a la zona en octubre de 1958 al mando del Che Guevara y Camilo Cienfuegos.
Una vez triunfante la revolución cubana a Cubela le fue reconocido el grado de comandante de las fuerzas armadas cubanas.

### Líder de la FEU
En 1959 fue elegido presidente de la Federación Estudiantil Universitaria (FEU) en puja con el candidato del ala derecha del Movimiento 26 de Julio, Pedro Luis Boitel.
Durante su gestión se acordo prohibir manifestaciones contrarrevolucionarias del estudiantado además de Tribunales Revolucionarios estudiantiles para juzgar a los alumnos que secundaran movimientos anticomunistas.

## Arresto y exilio
En 1966 fue acusado de participar en un complot de la CIA para asesinar a Fidel Castro y condenado a 30 años de prisión. Liberado en 1979, se radicó en España, donde ejerció su profesión de médico. Falleció en un hospital de Miami (Estados Unidos) el 23 de agosto de 2022 a los noventa años afectado por problemas cardio-respiratorios.